# Stazione di Edge Hill
La stazione ferroviaria di Edge Hill serve l'omonimo distretto di Liverpool, nel Regno Unito. In passato vi fu una stazione dal medesimo nome che sorgeva a breve distanza a sud-ovest di quella attuale, i cui resti sono ancora visibili, sebbene il sito non sia aperto al pubblico.
Edge Hill è la prima stazione dopo il capolinea di Liverpool Lime Street ed è gestita da Northern Trains, compagnia che gestisce anche i treni che vi transitano. I servizi Avanti West Coast, East Midlands Railway, TransPennine Express e West Midlands Trains passano attraverso la stazione, ma non vi si fermano.

## Storia

### La prima stazione
La prima stazione fu aperta il 15 settembre 1830 come parte della ferrovia Liverpool-Manchester. Essa si trovava in area di sabbia larga 22 iarde (20 m) e lunga 68 iarde (62 m), con una profondità di 40 piedi (12 m) che disponeva di tre tunnel all'estremità occidentale.
Il tunnel più grande, quello centrale, era il Wapping Tunnel, lungo 2060 m (2250 yd) e con una lunga pendenza verso il basso che portava al Wapping Dock e al primo tunnel al mondo ad essere scavato sotto una metropolitana. Il tunnel era azionato da una fune infinita che scorreva al centro di un binario e tornava indietro lungo l'altro. I carri merci scendevano per gravità, pur essendo trainati dalla macchina a vapore ferma. Durante l'estate del 1829, prima dell'apertura del tunnel al traffico, divenne una frequentata passeggiata sotterranea: era imbiancato e illuminato a gas a intervalli, e in certi giorni le persone potevano camminarvi al costo di 22 sterline alla volta.
Il tunnel a nord del foro centrale era molto più corto ed era inclinato verso l'alto, conducendo al terminal passeggeri di Crown Street e a un deposito di carbone dal quale i treni scendevano per gravità alla stazione di Edge Hill.
Il tunnel meridionale era originariamente un breve tratto che non portava da nessuna parte e veniva utilizzato come rimessa: il suo scopo principale era quello di creare un aspetto simmetrico. Nel 1832 fu sgomberato e utilizzato come rimessa macchine durante gli inverni, e in seguito divenne l'officina per la riparazione dei vagoni fino al 1845 o 1846, quando fu ampliato per fornire due binari aggiuntivi nel deposito di carbone di Crown Street.
Nel 2022, l'impianto è stato classificato come monumento storico da Historic England.

### L'arco moresco
All'estremità opposta dell'area della stazione c'erano due officine a forma di torri su entrambi i lati della linea, che era attraversata a questo punto dal famoso arco moresco, dotato di due torri merlate e di una muratura decorata che formava un ingresso grandioso e imponente nella città di Liverpool. Inoltre, esso fungeva da ponte che collegava le due sale macchine attraverso il profondo taglio. C'erano rimesse per le macchine e officine scavate nella roccia su entrambi i lati dell'area della stazione, e altre furono allestite come sale d'attesa e uffici per i passeggeri.
I motori erano alimentati con vapore da caldaie di ritorno, due su ciascun lato dei binari nelle pareti di taglio. Il fumo veniva convogliato lungo le canne fumarie scavate nella roccia verso alti camini (noti come "colonne d'Ercole") situati su entrambi i lati degli ingressi del tunnel. Nel 1832 fu installato un tubo di collegamento del vapore che consentiva di utilizzare entrambi i gruppi di caldaie per entrambi i motori, e allo stesso tempo fu installato un sottopassaggio pedonale in modo che il personale potesse spostarsi tra le sale macchine senza doversi spostare attraverso la ferrovia in funzione.
L'area della stazione era utilizzata principalmente per lo smistamento dei treni e per l'aggancio e il disaccoppiamento delle locomotive, ma qui potevano arrivarvi anche i passeggeri di prima classe, trasportati da carrozze trainate da cavalli che partivano da Dale Street, nel centro della città.

### La nuova stazione
Già nel maggio 1831 i direttori avevano concluso che la stazione di Crown Street era troppo lontana dal centro di Liverpool, quindi commissionarono un'indagine per trovare un modo per portare la ferrovia in città. George Stephenson propose un progetto nel giugno 1831 per una linea che partisse da Edge Hill e che arrivasse al mercato del bestiame di Haymarket. Il consiglio comunale di Liverpool approvò lo schema a condizione che fosse limitato ai soli passeggeri e nell'ottobre 1831 furono elaborati piani per la presentazione al Parlamento. Il disegno di legge ricevette l'assenso reale il 23 maggio 1832, le gare furono concesse e i lavori iniziarono nel 1833.
Il Parlamento aveva vietato alle locomotive di circolare nei tunnel e le ferrovie dovettero quindi costruire motori fissi in cima alla salita da Lime Street. La decisione di estendere la ferrovia alla stazione di Lime Street richiese la costruzione di una nuova stazione a Edge Hill, situata a nord della vecchia stazione in modo che fosse sulla nuova linea. I progetti furono approvati nel dicembre 1834 e nel marzo 1835 fu stipulato un contratto per la costruzione della nuova stazione e delle sale macchine. La nuova stazione era di circa 500 piedi (150 m) per 100 piedi (30 m) in un'area con piattaforme in pietra con tutti gli edifici della stazione arretrati rispetto ai bordi dei binari.
I treni scendevano a Lime Street per gravità sotto il controllo di due frenatori a bordo di un vagone del freno aperto, trainati da una fune da un motore a chiocciola fino a Edge Hill. Questo sistema, costruito da Mather, Dixon and Company sotto la direzione di John Grantham, terminò nel 1870.
La nuova stazione di Edge Hill fu aperta nel 1836 e da allora fu sempre tenuta in funzione.
Il raccordo a nord della stazione (a volte chiamato Exhibition Road per via dell'adiacente arteria che porta alla sala espositiva) fungeva da capolinea per gli escursionisti che visitavano le "Schippers" (Salone Internazionale della Navigazione, del Commercio e dell'Industria) del 1886 e le Mostre del Giubileo reale del 1887.
La sede di Edge Lane aveva i propri binari a sud, compreso l'accesso all'edificio stesso, per la consegna dei reperti e la rimozione dei materiali quando il sito chiudeva.